# Aprionus styloideus
Aprionus styloideus är en tvåvingeart som beskrevs av Boris Mamaev och Berest 1990. Aprionus styloideus ingår i släktet Aprionus och familjen gallmyggor.
Artens utbredningsområde är Ukraina. Arten är reproducerande i Sverige. Inga underarter finns listade i Catalogue of Life.